# Kadmos

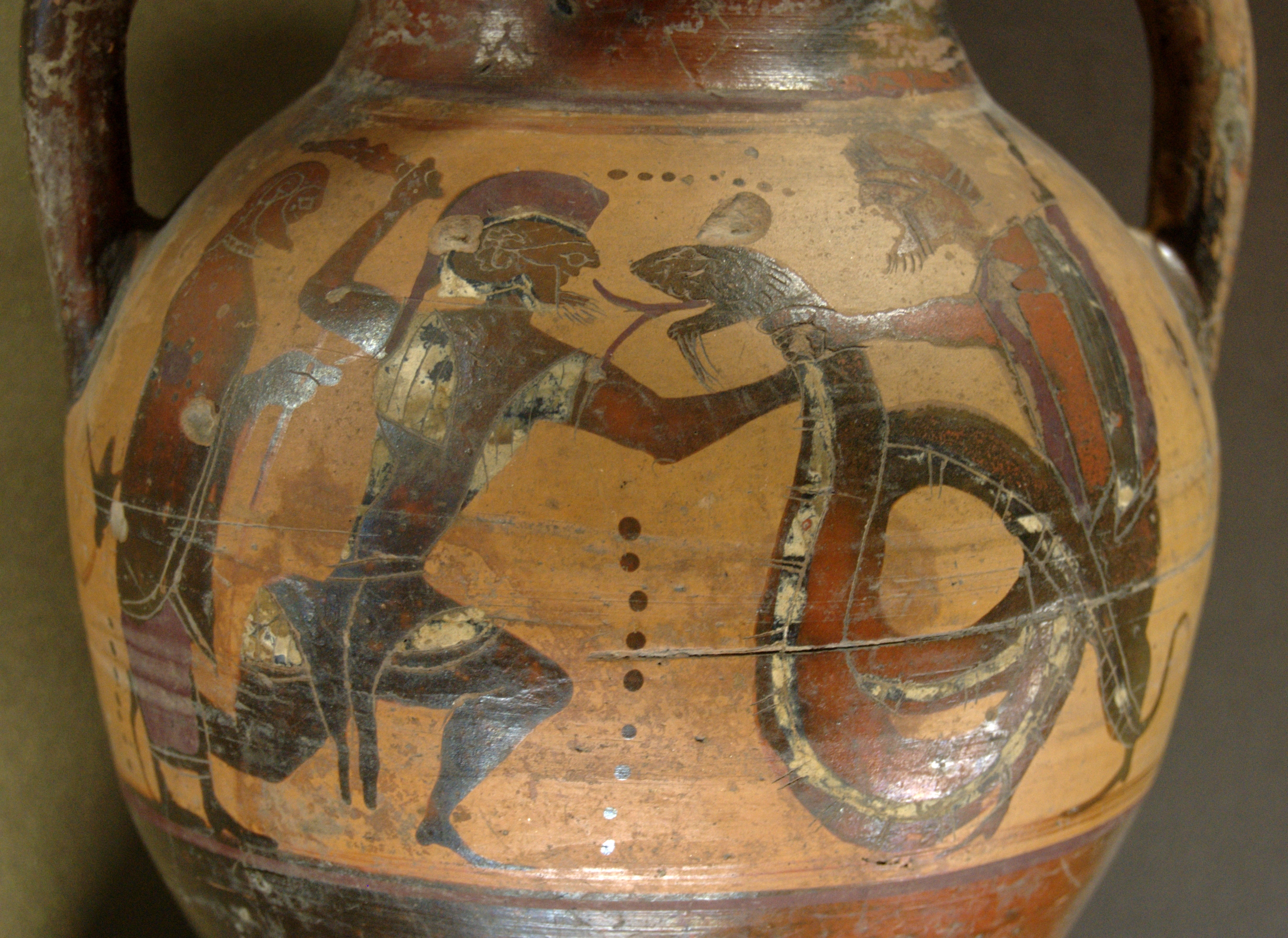
Kadmos und der Drache
(schwarzfigurige Amphora von Euböa, um 550 v. Chr., Louvre (E 707), Paris)

Kadmos (altgriechisch Κάδμος Kádmos, lateinisch Cadmus) ist in der griechischen Mythologie der Gründer und anschließend erster König der griechischen Stadt Theben.

## Mythos

### Herkunft
Kadmos war der Sohn des phönizischen Königs Agenor von Tyros (nach anderen Quellen von Sidon) und der Telephassa.

### Suche nach Europa
Der König Agenor war untröstlich über den Verlust seiner Tochter Europa, die Zeus geraubt und nach Kreta gebracht hatte. Also hieß er seine Söhne Kadmos, Phoinix und Kilix (Euripides in Die Phönikerinnen und Pausanias erwähnen als ihren Sohn auch Thasos), sich auf die Suche nach der entführten Tochter zu machen und nicht ohne sie zurückzukehren. Telephassa begleitete ihre Söhne.
In Griechenland landeten die Ausgeschickten auf der Insel Kalliste, dem späteren Thera (aus altgriechisch θήρα thḗra, deutsch ‚Jagd‘ oder ‚Jagdbeute‘), stifteten Heiligtümer für Poseidon und Athene und lehrten die Bewohner das Schreiben. In diesem Zusammenhang wird Kadmos zugeschrieben, das phönizische Alphabet nach Griechenland gebracht zu haben. Dann setzten die Phönizier ihre Reise fort, bis auf einen Teil des Gefolges unter Führung des Membliaros, der auf Kalliste blieb und dort eine phönizische Kolonie sowie das spätere Thera begründet haben soll.
Darauf gelangten sie nach Thasos und gründeten dort die gleichnamige Stadt. Ihre nächste Station war Thrakien, wo Telephassa starb. Da die Suche bisher erfolglos geblieben war, kehrten Phoinix und Kilix nach Phönizien zurück; Kadmos aber machte sich auf den Weg nach Phokis, um das Orakel von Delphi zu befragen. Laut Strabon landete er auf dem Weg dorthin noch auf Euböa; der Geschichtsschreiber berichtet, dass Araber, die Kadmos begleitet hätten, dort geblieben seien. Das Orakel trug Kadmos auf, die Suche zu beenden und stattdessen nach einer Kuh mit einer weißen Zeichnung Ausschau zu halten. Wenn er sie gefunden habe, solle er ihr folgen und dort, wo sich das Tier erschöpft niederlasse, eine Stadt gründen.

### Kadmos gründet Theben

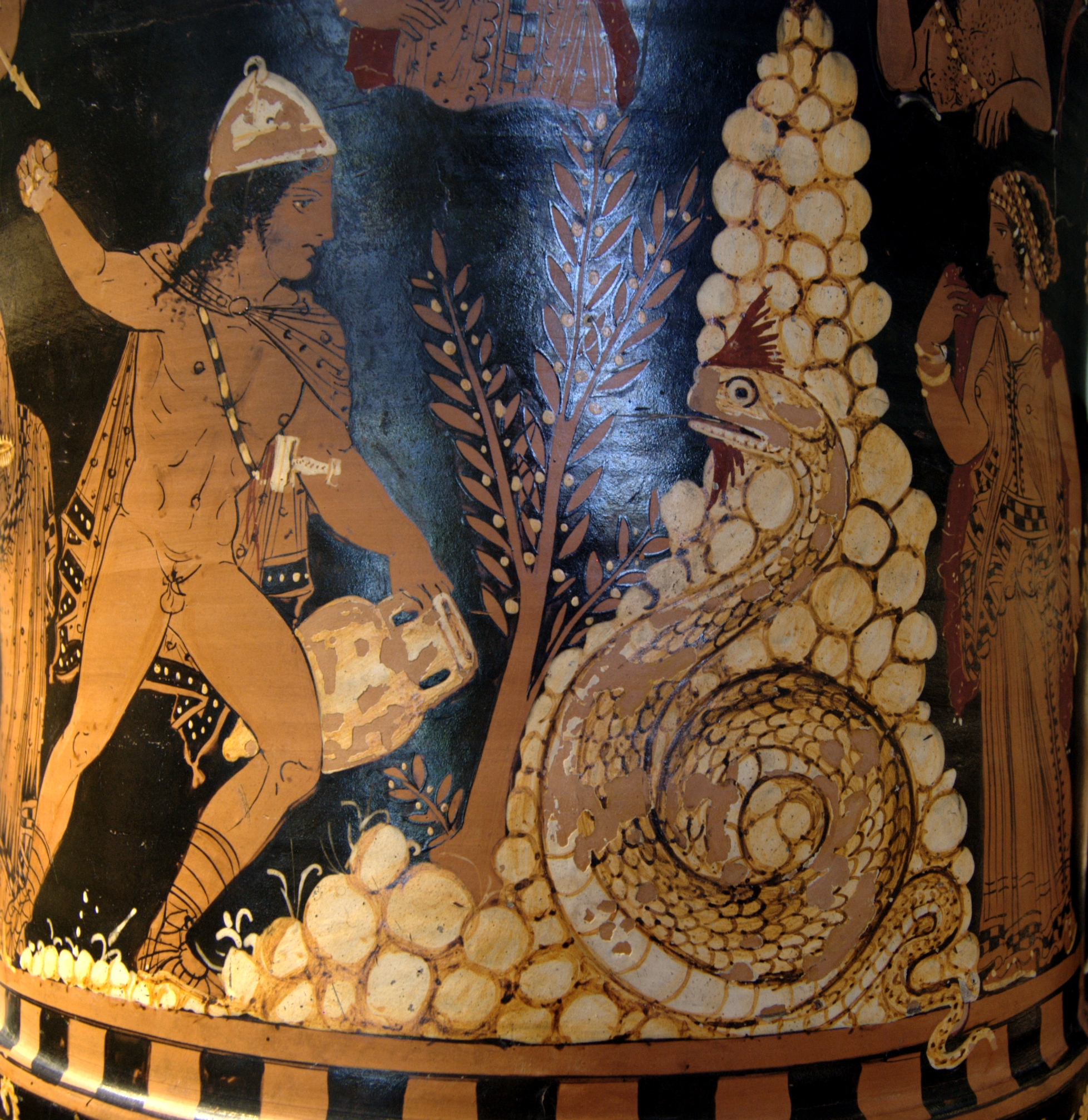
Kadmos kämpft mit dem Drachen.
Ausschnitt aus einer rotfigurigen Malerei auf einem von Python bemalten Kelchkrater (um 350 v. Chr.), gefunden in Kampanien (Louvre, Paris)

Bald nachdem Kadmos die Höhle des Orakels verlassen hatte, entdeckte er die beschriebene Kuh unter den Rindern eines Phokers namens Pelagon, der sie ihm überließ. Kadmos folgte dem Tier über eine weite Strecke, bis es sich endlich im Gras niederließ. Nun schickte er seine Gefährten zu einer nahen Quelle, um Wasser zu holen, denn er wollte die Kuh der Athene zum Dank opfern. Der Wald, in dem die Quelle lag, wurde jedoch von einem Drachen bewohnt, welcher von Ares abgestammt haben soll. Der tötete die ausgesandten Männer. Kadmos jedoch konnte das Ungeheuer in einem blutigen Kampf mit seinem Schwert oder – nach einer anderen Variante der Sage – mit einem Felsen töten. Da erschien Athene und befahl ihm, die Hälfte der Zähne des Drachen – die andere Hälfte gab sie später dem Aietes – in den Boden zu pflanzen. Kadmos tat so und aus der seltsamen Saat wuchsen bewaffnete Männer, die sich sogleich gegenseitig bekämpften, bis nur noch fünf von ihnen lebten. Die schlossen endlich untereinander Frieden. Ihre Namen waren Echion, Udaios, Chthonios, Hyperenor und Peloros. Mit diesen „Gesäten“ baute Kadmos an der Stelle eine Stadt, wie Apollon es durch sein Orakel befohlen hatte, und gab ihr den Namen Kadmeia. Erst später erhielt sie den Namen Theben.

### Regierung des Kadmos
Wegen der Tötung des Drachen wurde Kadmos auferlegt, acht Jahre lang dem Ares zu dienen. Erst danach erhielt er von Athene den Thron von Theben, und Zeus gab ihm Harmonia, die Tochter der Aphrodite und des Ares, zur Frau. An der Hochzeitsfeier nahmen alle olympischen Götter teil, und die Musen sangen. Kadmos gab seiner Frau den berühmten Schleier und die Halskette, die er von Hephaistos oder von Europa erhalten hatte. Sie hatten vier Töchter, Autonoë, Ino, Semele und Agaue, und einen Sohn, Polydoros.
Noch zu Lebzeiten übertrug Kadmos die Regierung seinem Enkel Pentheus, dem Sohn der Agaue und des Echion. Dann verließen er und Harmonia Theben und führten das Heer der Encheleer gegen die Illyrer in den Kampf, da die Encheleer ein Orakel erhalten hatten, wonach sie nur siegen würden, wenn diese beiden ihre Oberbefehlshaber wären. Kadmos und Harmonia hatten noch einen weiteren Sohn, Illyrios. Am Ende verwandelten sie sich in Schlangen und wurden von Zeus nach Elysion versetzt.